# Poro (Cebu)
Poro è una municipalità di quarta classe delle Filippine, situata nella Provincia di Cebu, nella Regione del Visayas Centrale.
Poro è formata da 17 baranggay:
- Adela
- Altavista
- Cagcagan
- Cansabusab
- Daan Paz
- Eastern Poblacion
- Esperanza
- Libertad
- Mabini
- Mercedes
- Pagsa
- Paz
- Rizal
- San Jose
- Santa Rita
- Teguis
- Western Poblacion